# Хотув (Лодзинське воєводство)
Хотув (пол. Chotów) — село в Польщі, у гміні Мокрсько Велюнського повіту Лодзинського воєводства.
Населення — 470 осіб (2011).
У 1975-1998 роках село належало до Серадзького воєводства.

## Демографія
Демографічна структура станом на 31 березня 2011 року:
|          | Загалом | Допрацездатний вік | Працездатний вік | Постпрацездатний вік |
| -------- | ------- | ------------------ | ---------------- | -------------------- |
| Чоловіки | 225     | 51                 | 154              | 20                   |
| Жінки    | 245     | 46                 | 140              | 59                   |
| Разом    | 470     | 97                 | 294              | 79                   |